# Šlapanka
Šlapanka je malá řeka protékající na území okresů Jihlava a Havlíčkův Brod v Kraji Vysočina. Je to levostranný přítok řeky Sázavy, do které se vlévá v Havlíčkově Brodě na jejím 164,4 říčním kilometru ve výšce 408 m n. m. Délka toku Šlapanky činí 39,0 km a její povodí má rozlohu 265,2 km².

## Průběh toku
Šlapanka pramení v severní části Brtnické vrchoviny, která je podcelkem Křižanovské vrchoviny, východně od osady Věžnice, v nadmořské výšce 597 m. Odtud její tok směřuje převážně severním až severozápadním směrem. Říčka teče střídavě mezi loukami a nehlubokými lesy. Údolí je mělké a otevřené, řečiště kamenité, břehy zarostlé. Na horním toku je označována též jako Jamenský potok podle obce Jamné, kolem které protéká. Po zhruba asi 7 km severním směrem od této vsi protéká Šlapanka městem Polná, nad nímž přibírá zprava Zhořský potok a poté přímo v Polné Ochozský potok. Níže po proudu mezi obcemi Věžnice a Šlapanov na říčním kilometru 15,1 přijímá zleva svůj největší přítok Zlatý potok, který výrazně posiluje její tok. Několik metrů před ústím do Sázavy v Havlíčkově Brodě se rozděluje na dvě ramena.

### Větší přítoky
- Zhořský potok (hčp 1-09-01-045) je pravostranný přítok s plochou povodí 19,0 km².[2]
- Ochozský potok (hčp 1-09-01-047) je pravostranný přítok s plochou povodí 19,1 km².[2]
- Skrýšovský potok (hčp 1-09-01-049) je pravostranný přítok s plochou povodí 22,2 km².[2]
- Zlatý potok (hčp 1-09-01-053) je levostranný a celkově největší přítok s plochou povodí 98,4 km².[2]
- Pozovický potok (hčp 1-09-01-065) je levostranný přítok s plochou povodí 15,7 km².[2]
- Květnovský potok je levostranný přítok pramenící severně od Květnova.
- Šachotínský potok (hčp 1-09-01-067) je pravostranný přítok s plochou povodí 8,8 km².[2]
- Stříbrný potok (hčp 1-09-01-069) je levostranný přítok s plochou povodí 6,6 km².[2]

### Rybníky
Vodní nádrže v povodí Šlapanky podle rozlohy:
| název vodní nádrže | vodní tok        | rozloha (ha) | celkový objem (tis. m³) | retenční objem (tis. m³) | poznámky                        |  |
| ------------------ | ---------------- | ------------ | ----------------------- | ------------------------ | ------------------------------- |  |
| Peklo              | Šlapanka         | 13,4         | 200,0                   | 77,0                     | bývá též uváděna plocha 15,4 ha |  |
| Pávovský rybník    | Zlatý potok      | 11,6         | 195,0                   | 81,0                     |                                 |  |
| Zámecký rybník     | Zlatý potok      | 10,6         | –                       | –                        | nazývaný též Pivovarský rybník  |  |
| Kukle              | Šlapanka         | 7,9          | 78,0                    | 26,0                     |                                 |  |
| Nový štocký rybník | Mlýnský potok    | 6,2          | 72,0                    | 33,0                     |                                 |  |
| Mlýnský rybník     | Šlapanka         | 5,7          | 39,0                    | 32,0                     |                                 |  |
| Mlýnský rybník     | Zlatý potok      | 4,2          | 47,0                    | 29,0                     |                                 |  |
| Cihlářský rybník   | bezejmenný potok | 4,1          | 32,0                    | 23,0                     | nazývaný též Písařský rybník    |  |

## Vodní režim

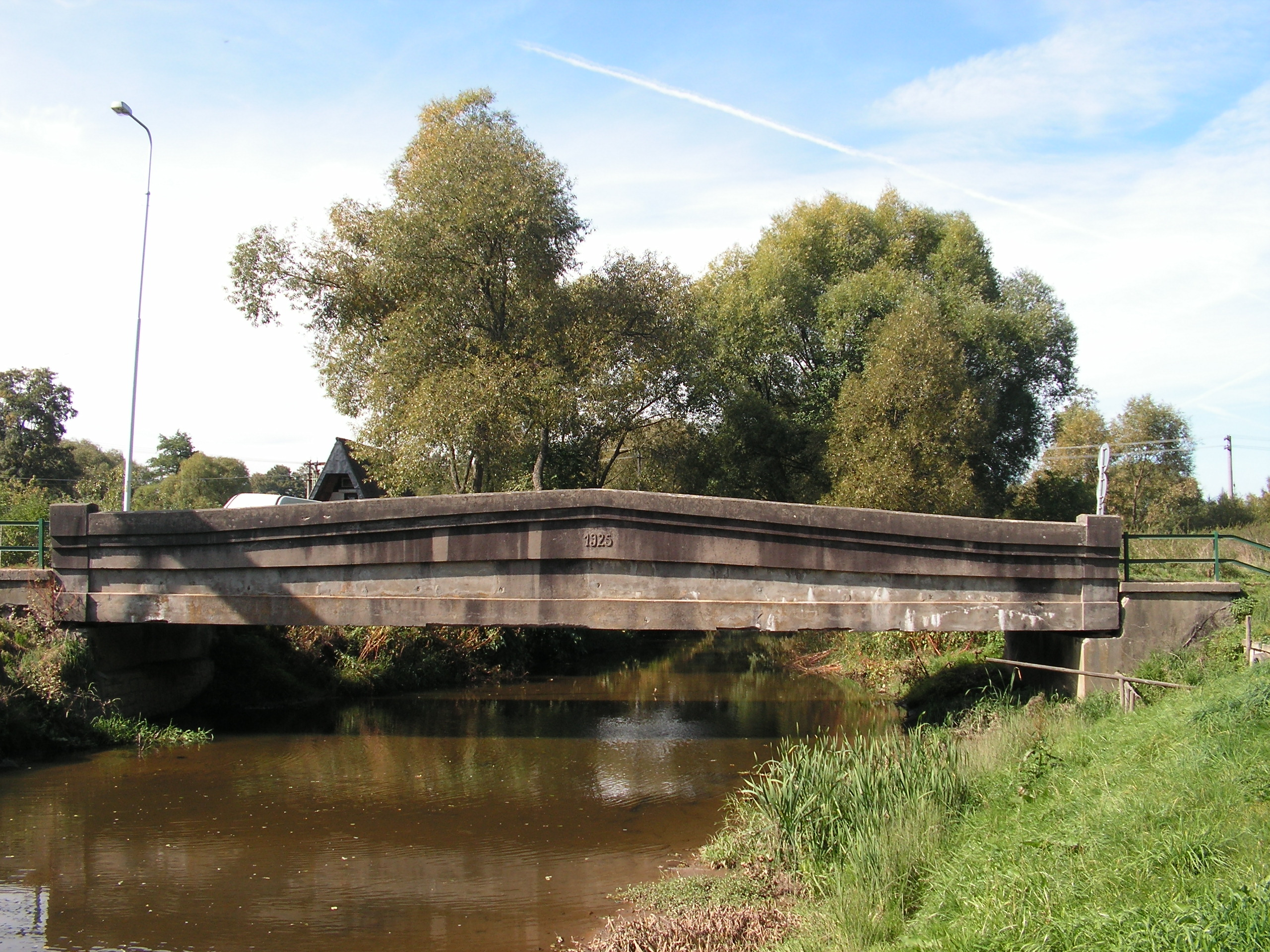
Šlapanka v Mírovce

Šlapanka patří stejně jako ostatní toky v povodí Sázavy mezi toky vrchovinno-nížinné oblasti. V zimním a jarním období odteče nad 60% celoročního odtoku. Průměrný průtok u ústí činí 1,60 m³/s.
Hlásné profily:
| místo                 | říční km | plocha povodí | průměrný průtok (Qa) | stoletá voda (Q100) | poznámky           |
| --------------------- | -------- | ------------- | -------------------- | ------------------- | ------------------ |
| Věžnička              | 24,55    | 25,32 km²     | 0,17 m³/s            | 24,0 m³/s           | není aktualizováno |
| před ústím Zlatého p. | 15,10    | 102,54 km²    | 0,66 m³/s            |                     | není aktualizováno |
| Mírovka               | 4,50     | 252,88 km²    | 1,20 m³/s            | 76,0 m³/s           | aktualizace 2024   |
| Havlíčkův Brod - ústí | 0,00     | 265,22 km²    | 1,60 m³/s            |                     | není aktualizováno |

M-denní průtoky u ústí:
| M [dní]  | Q30  | Q60  | Q90  | Q120 | Q150 | Q180 | Q210 | Q240 | Q270 | Q300 | Q330 | Q355 | Q364 |
| -------- | ---- | ---- | ---- | ---- | ---- | ---- | ---- | ---- | ---- | ---- | ---- | ---- | ---- |
| Q [m³/s] | 3,85 | 2,50 | 1,85 | 1,45 | 1,16 | 0,95 | 0,78 | 0,64 | 0,52 | 0,41 | 0,30 | 0,21 | 0,15 |

N-leté průtoky ve Věžničce:
| N-leté průtoky | Q1  | Q5   | Q10  | Q50  | Q100 |
| -------------- | --- | ---- | ---- | ---- | ---- |
| Q [m³/s]       | 7,3 | 12,7 | 15,2 | 21,2 | 24,0 |

N-leté průtoky v Mírovce:
| N-leté průtoky | Q1   | Q5   | Q10  | Q50  | Q100 |
| -------------- | ---- | ---- | ---- | ---- | ---- |
| Q [m³/s]       | 12,0 | 28,9 | 38,1 | 63,4 | 76,0 |

## Obce a města na řece
- Věžnice
- Jamné
- Věžnička
- Polná
- Věžnice
- Šlapanov

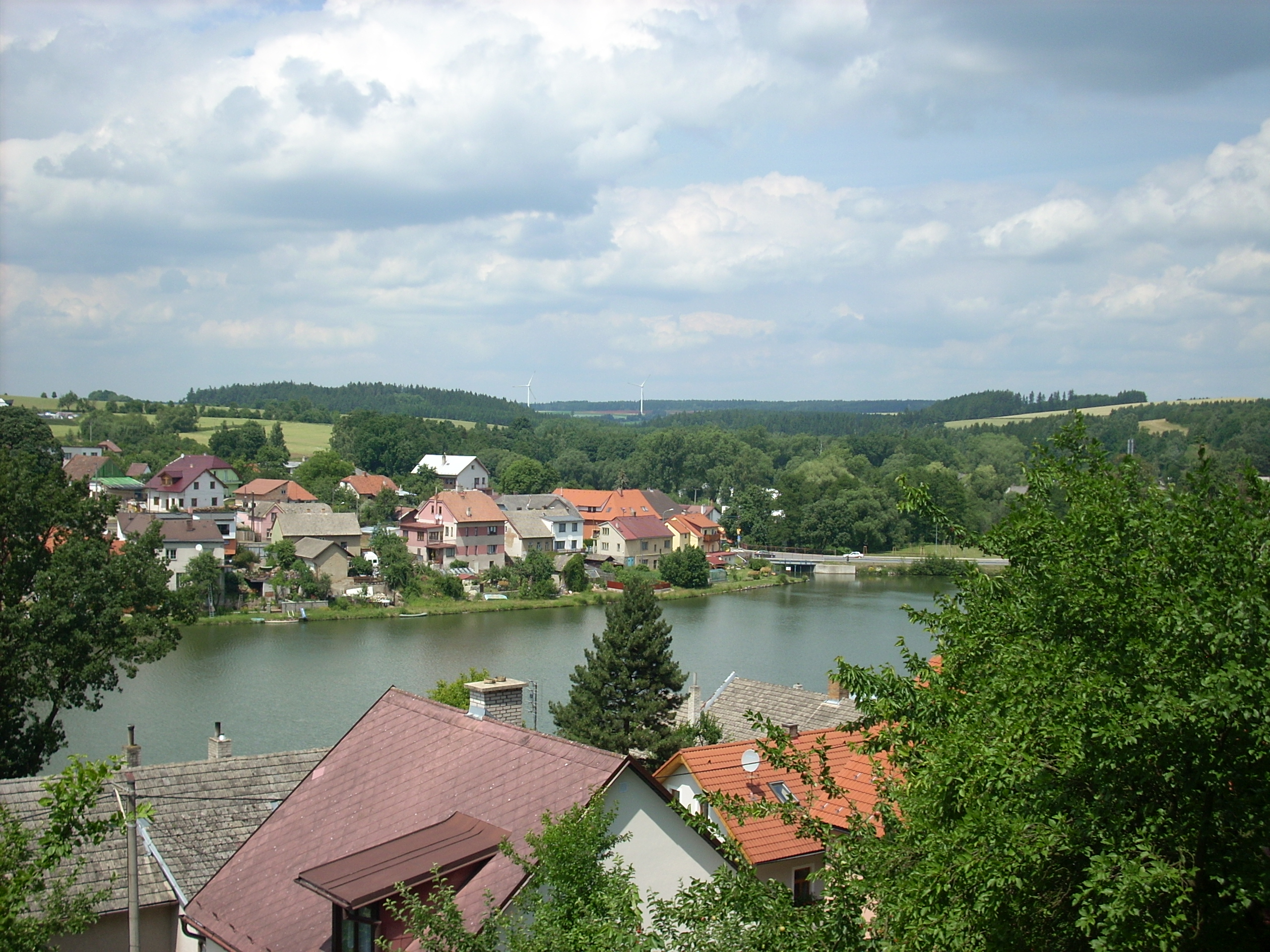
Rybník Peklo v Polné

- Mírovka (část města Havlíčkův Brod)
- Havlíčkův Brod

## Zajímavosti

### Kamenný most U Lutriána

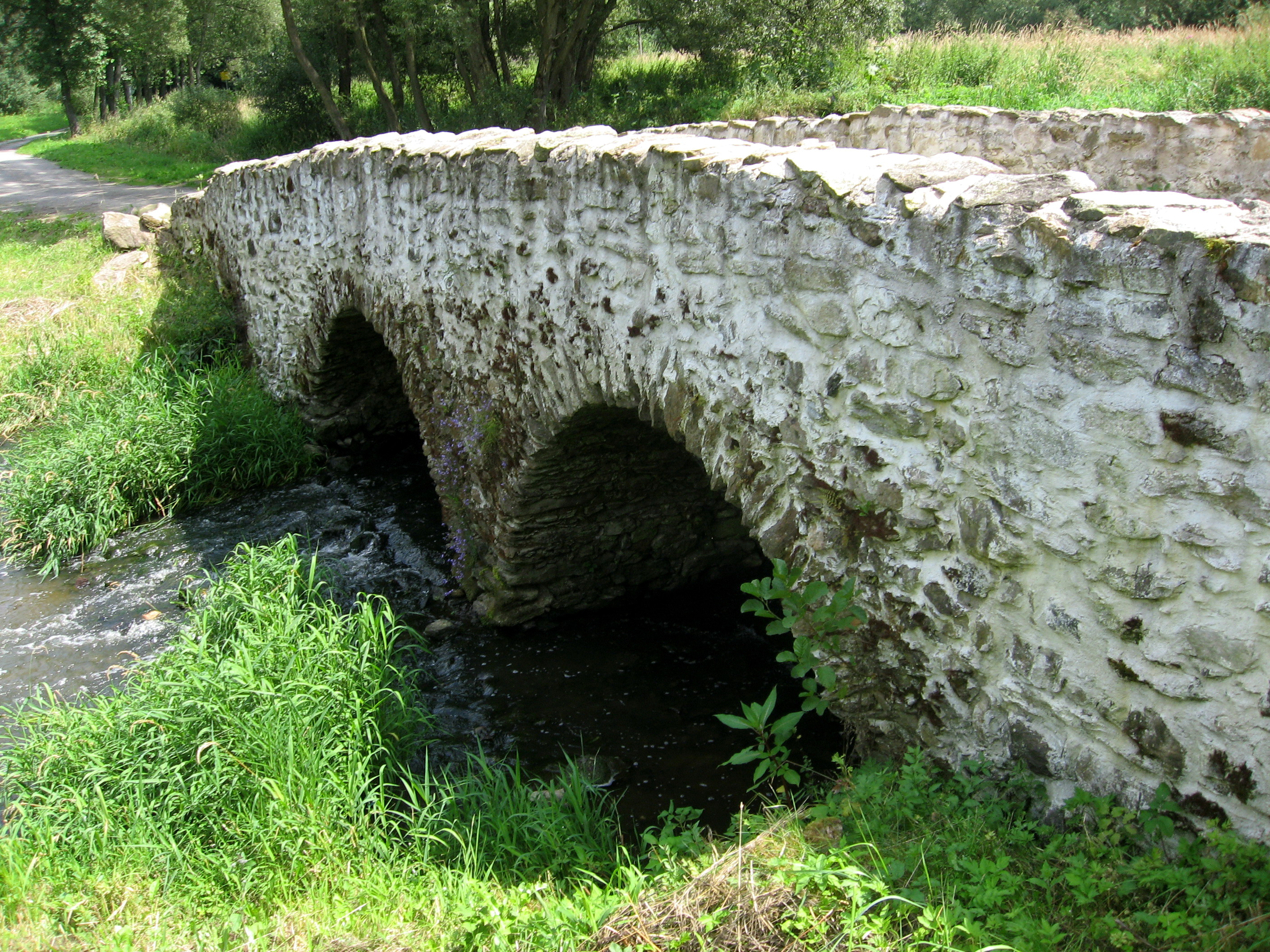
Most U Lutriána

Pod ústím Zlatého potoka spojuje břehy Šlapanky starý kamenný most U Lutriána, který je považován za jeden z nejstarších mostů v České republice.

## Využití

### Vodáctví
Šlapanka je sjízdná od soutoku se Zlatým potokem již za mírně zvýšeného stavu, kdy vodočet v Mírovce ukazuje 85 cm. Délka sjížděného úseku je 15,1 km. Obtížnost toku je WW1. Šířka říčky se pohybuje od 3 do 8 m.